# Mariakapel (Geijsteren)
De Mariakapel of Bongaertskapel is een kapel in Geijsteren in de Nederlands Noord-Limburgse gemeente Venray. De kapel staat in de velden ten oosten van het dorp aan de Monendijk waar deze de Dijkweg kruist. Ten noorden van het dorp staat de Sint-Annakapel en ten noordwesten de Onze-Lieve-Vrouw-van-Heimwee-en-Verlangenkapel.
De kapel is gewijd aan Maria.

## Geschiedenis
Rond 1700 stond er vermoedelijk op deze plek reeds een kapel.
In 1926 was de waterstand van de Maas op een moment zo hoog dat de kerk een halve meter onder water stond. De kerkgangers gingen toen in plaats van de kerk naar deze Mariakapel waar toen de zondagse mis werd opgedragen.

## Bouwwerk
De wit geschilderde bakstenen kapel is opgetrokken op een rechthoekig plattegrond en wordt gedekt door een zadeldak met pannen. Aan de voorzijde is een windveer aangebracht. De kapel heeft geen vensters en de frontgevel bevat de spitsboogvormige toegang.
Van binnen is de kapel wit geschilderd. In de achterwand van de kapel is een rechthoekige nis aangebracht die wordt afgesloten met een smeedijzeren hek. In de nis stond vroeger een Mariabeeldje, maar dat is vervangen door een geglazuurd aardewerken reliëf. Dit reliëf beeldt de vlucht naar Egypte uit en toont Jozef, Maria en het kindje Jezus al zittende op een ezel.